# Lukas Moutarde
Lukas Moutarde (né le 1er avril 1998 à Villers-Semeuse) est un athlète français, spécialiste du lancer du javelot. 

## Biographie
À La Roche sur Yon en 2013, il bat le record de France minime du lancer de javelot lors de la finale nationale des pointes d'or, avec un jet mesuré à 65,13 m. 
En 2014, pour sa première année chez les cadets, il est sacré champion de France aux nationaux de lancers longs à Chateauroux  (69,02 m) et vice champion de France l'été à Valence (69,14 m en qualification et 63,81 m en finale).
Il participe sous les couleurs de la France aux sélections européennes pour les Jeux Olympiques de la jeunesse à Bakou où il y réussit son défi. Grâce à un jet à 70,65 m et une 5e place, il gagne sa place pour les JO jeunes qui se déroule à Nankin. Après une qualification pour la finale A ( 72,03 m, record personnel à ce moment-là), il bat à nouveau son record avec un jet à 74,48 m et remporte à la surprise générale la médaille d'or. 
En 2015, il conserve son titre de champion de France hivernal cadet à Tours (65,47 m). Le 17 mai à Halle son record est porté à 74,73 m; concours dans lequel l'allemand Niklas Kaul bat le record d'Europe cadet avec 83,94 m. Le 1er juillet, il participe au meeting national de Blois où il réalise 75,12 m. Le 19 juillet, il termine 6e de la finale des championnats du monde cadet qui se déroulent à Cali avec 73,61 m (73,02 m en qualifications). Il en restera donc à 75,12 m au javelot de 700 g. Sa marque lui assure la 3e meilleure performance française de tous les temps en cadet.
Première compétition junior : 70,72 m à Nice le 17 janvier 2016. Seuls 5 français de moins de 20 ans avaient déjà fait mieux par le passé.  Le 25 juin, il remporte la médaille de bronze des Championnats de France d'Angers avec un jet à 70,12 m, loin derrière Killian Durechou (75,35 m) et Jérémy Nicollin (74,24 m). 
En 2019, il devient champion de France à Saint Étienne avec un jet à 78,53 m. 

## Palmarès

### International
| Date | Compétition                    | Lieu     | Résultat | Marque  |
| ---- | ------------------------------ | -------- | -------- | ------- |
| 2014 | Jeux olympiques de la jeunesse | Nankin   | 1er      | 74,48 m |
| 2015 | Championnats du monde jeunesse | Cali     | 6e       | 73,61 m |
| 2017 | Championnats d'Europe juniors  | Grosseto | 3e       | 74,22 m |

### National
- Championnats de France d'athlétisme :
  - Vainqueur du lancer du javelot en 2019 et 2020

### Records
| Épreuve       | Performance | Lieu          | Date             |
| ------------- | ----------- | ------------- | ---------------- |
| Javelot 700 g | 75,12 m     | Blois         | 1er juillet 2015 |
| Javelot 800 g | 78,53 m     | Saint-Étienne | 27 juillet 2019  |